# Tambalagamia orientalis
Tambalagamia orientalis är en ringmaskart som beskrevs av Hartman 1974. Tambalagamia orientalis ingår i släktet Tambalagamia och familjen Nereididae. Inga underarter finns listade i Catalogue of Life.